# キフリ
キフリ (Kifli) は、ヨーロッパの伝統的な三日月型のロールパンである。ハンガリー語で「捩じり」「三日月」を意味する。中央ヨーロッパや周辺の国で、さまざまな名前で呼ばれている。形は非常に似ているが、生地の種類が異なるフランスのクロワッサンの原型と考えられている。

## 呼称
各国で下記のように呼ばれている。
- キフリ kifli : ハンガリー
- キプフル kipfl : ロンバルド＝ヴェネト王国[3]
- キプフェル Kipfel または キプフェアル Kipferl  : オーストリア[3]、バイエルン
  - küpfel または Meidlinger roll : ウィーン[3]
- ホーン horn（角） : ノルウェー
- ヘルンヒェン Hörnchen（小さな角） : ドイツ[3]
- キフラ kifla または кифла（複: kifle または kiflice） : クロアチア、ボスニア、セビリア[4]
- キフラ кифла または kifla : ブルガリア
- キフラ кифла : マケドニア
- キフレ kifle : アルバニア
- ギフル giffel または ギフラ Gifler または  giflerne : デンマーク[5]
- ジ(ギ)ッフェル giffel : スウェーデン[6]
- ロガル rogal または ロガリク rogalik（小さな角） : ポーランド[7]
- ロフリーク rohlík : チェコ
- ロジョク rožok : スロバキア
- ロガリック рогалик : ロシア
- ローハリック рогалик : ウクライナ
- ログリチェク rogljiček または kifelc : スロベニア
- コルヌレッテ cornuleț : ルーマニア
- ギッフェリ gipfel : スイス[8]

## 起源
キフリは、少なくとも13世紀のオーストリアの文献に登場する（当初は"chipfen"と書かれた）。
ある伝説では、キリスト教徒が1683年にオスマン帝国の占領からブダを解放した翌日に、この町のパン屋が勝利を祝って、三日月型にした新鮮なロールパンを売り出したと言われている。他の伝説では、1683年にウィーンがオスマン帝国軍に包囲されている際、またその後に発明されたと言われている（クロワッサン#歴史）。
アラブの中では、エジプトにキフリの起源があるとしているところもある。この説では、クロワッサンは、エジプト第18王朝時代からあるFeteer meshaltetに由来すると考えられる。マムルーク朝の時代（1250-1517）には、"feteer halali"と呼ばれる三日月型のFeteer meshaltetが作られ、ヨーロッパとフランスに伝わってクロワッサンとして知られるようになったとされる。

## 作り方
キフリは、柔らかい発酵パン生地のシートを三角形に切り出し、それを三日月型に巻いて成型する。同じく「三日月」という意味を持つフランスのクロワッサンとは、パン生地を用いる点で異なり、ペイストリーよりはロールパンに近いものになる。形もより細長く、重い。

## 種類

### レギュラー

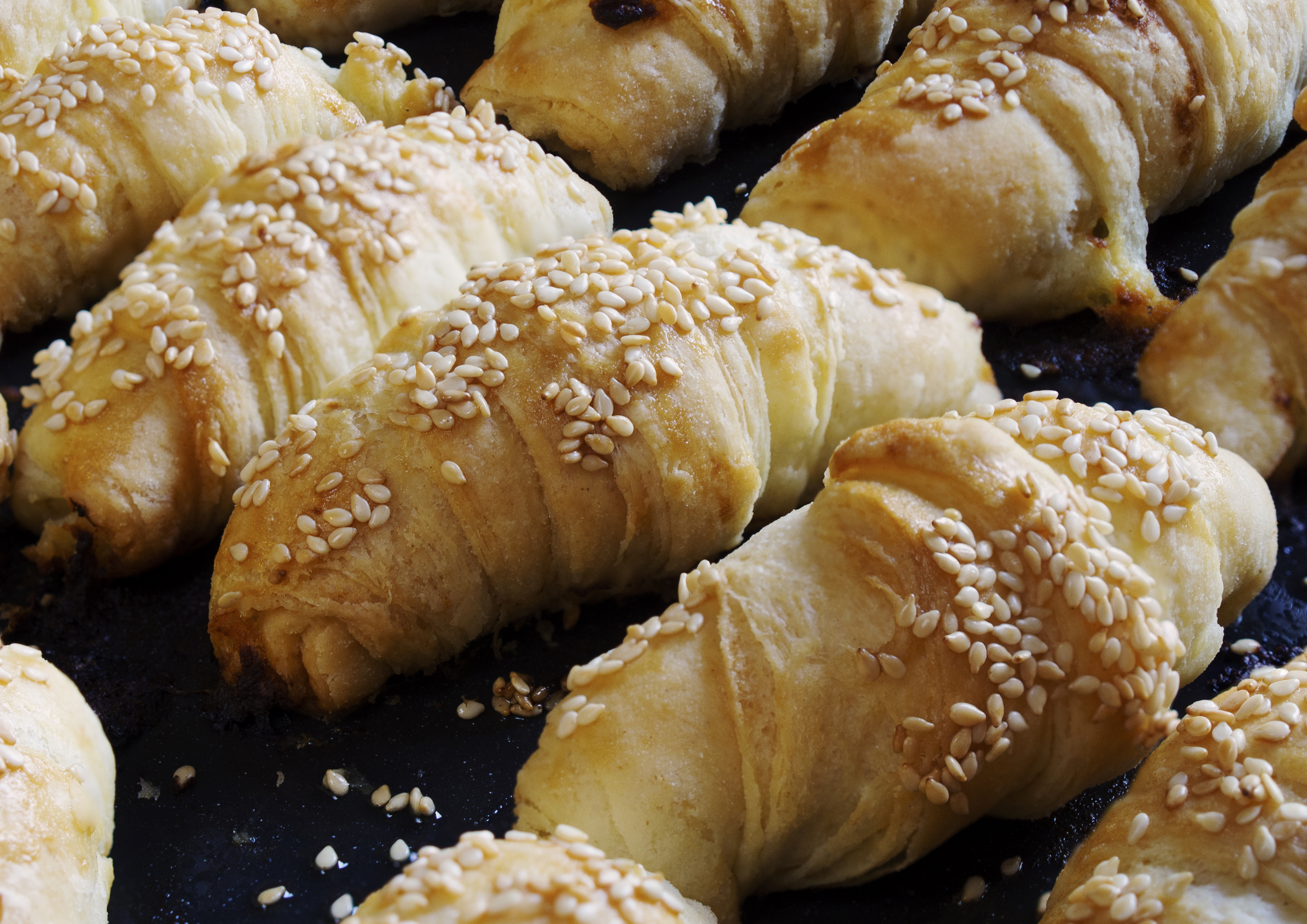
セルビアやマケドニアのキフリ。チーズと胡麻がトッピングされている。

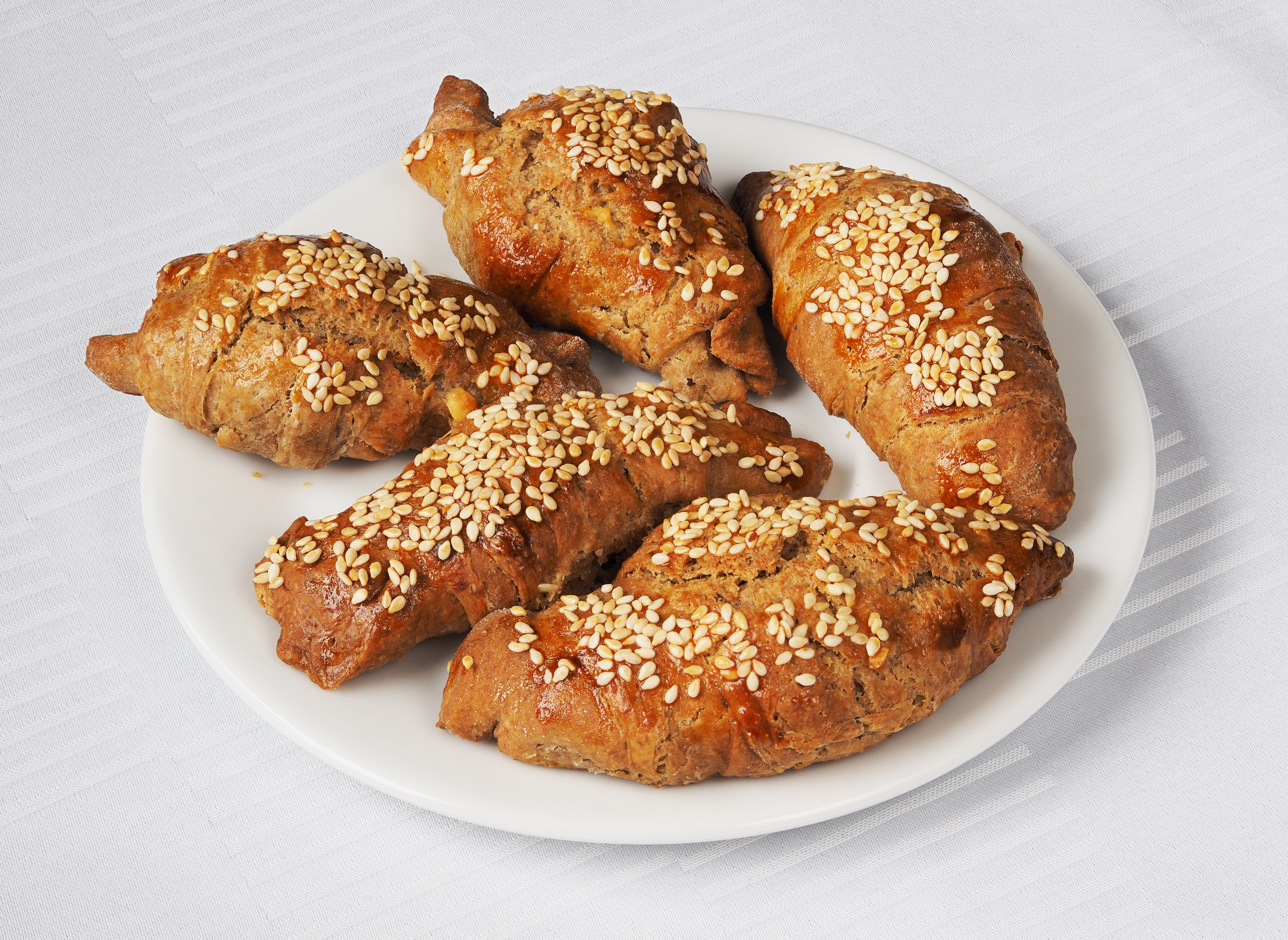
スペルト小麦で作ったキフリ

オーブンから出した後、つやを出すために水を吹きかけたり、また、卵液を塗って、粗塩と混ぜたケシの実やキャラウェイの果実を振りかけることもある。後者の場合、しばしば三日月型ではなく、まっすぐに成型される。バゲットと同様に、そのままバターを塗ったり、サンドイッチにして食べる。特に朝食に食べる時には、ジャムや蜂蜜を付けることもある。

### ファイン
レギュラーと比べ、パン生地にバターまたはショートニング、牛乳を多く含む。より甘味が多く、そのため特にジャムや蜂蜜と合い、しばしばコーヒー、ホットチョコレート、牛乳等と一緒に朝食に食べられる。ドゥーグ、馬乳酒等の飲み物と合わせることもある。

### スイート
その形からキフリと言われるいくつかのスイーツ系のロールパンがあるが、これらは食事の終わりか午後の紅茶の際に食べるもので、上2つのタイプとはかなり異なる。
- バニラキフリは、小麦粉の代わりにナッツをつぶした記事を用いた柔らかいクッキーである。クルミを用いるが、ハンガリーの外ではアーモンドを用いたものが多い。焼いた後、冷ます前にバニラ風味の粉砂糖を巻き込む。
- ポジョニキフリは、甘いクルミかケシの実のペーストを詰めた発酵ペイストリーである。ベイグリの一種であるが、形や大きさが異なる。ポジョニは、スロバキアの首都であるブラチスラヴァのハンガリー語名。

## トリビア
1990年代には、ハンガリーのポップグループKifliがこの食べ物に因んで名付けられた。